# Mus vulcani
Mus vulcani är en däggdjursart som först beskrevs av Robinson och Cecil Boden Kloss 1919.  Mus vulcani ingår i släktet Mus och familjen råttdjur. IUCN kategoriserar arten globalt som sårbar. Inga underarter finns listade i Catalogue of Life.
Arten förekommer med några mindre och från varandra skilda populationer i vulkaniska bergstrakter på Java. Den vistas i regioner som ligger 2000 till 3000 meter över havet. Habitatet utgörs av bergsskogar och av buskskogar i högre höjder.